# Petr Páta
Petr Páta (* 16. května 1973 Praha) je český radioelektronik, fyzik a vysokoškolský pedagog, od roku 2019 děkan Fakulty elektrotechnické ČVUT (FEL ČVUT).  
V letech 1991 až 1996 studoval fyziku na Matematicko-fyzikální fakultě Univerzity Karlovy, kde v roce 1996 získal magisterský titul. V roce 2002 získal titul Ph.D. po absolvování doktorského studia radioelektroniky na Katedře radiotechniky Fakulty elektrotechnické ČVUT, přičemž na této fakultě jinak působil již od roku 1994. V letech 2004 až 2008 byl tajemníkem Katedry radioelektroniky, v letech 2008 až 2014 byl zástupcem vedoucího katedry a v letech 2014 až 2019 katedru sám vedl. V roce 2010 se v oboru radioelektronika habilitoval a v roce 2018 byl jmenován profesorem radioelektroniky. V roce 2019 se ujal funkce děkana FEL ČVUT, přičemž tuto funkci začal v roce 2023 vykonávat i ve druhém funkčním období, když ve volbě neměl protikandidáta. V roce 2025 podal kandidaturu na funkci rektora ČVUT.
Má jednu dceru. Ve volném čase se věnuje práci s mládeží a astrofotografii.